# Comuna Bilasovîțea, Voloveț
Bilasovîțea (în ucraineană Біласовиця) este o comună în raionul Voloveț, regiunea Transcarpatia, Ucraina, formată din satele Bilasovîțea (reședința) și Latirka.

## Demografie
Componența lingvistică a comunei Bilasovîțea
     Ucraineană (99,73%)
     Alte limbi (0,27%)
Conform recensământului din 2001, majoritatea populației comunei Bilasovîțea era vorbitoare de ucraineană (99,73%), existând în minoritate și vorbitori de alte limbi.